# Делфін Морейра
Делфін Морейра да Коста Рібейру (порт. Delfim Moreira da Costa Ribeiro; 7 листопада 1868 — 1 липня 1920) — бразильський державний діяч, адвокат і суддя, десятий президент Бразилії (1918–1919).

## Біографія
Делфін Морейра народився в місті Крістіна у штаті Мінас-Жерайс. 1890 закінчив Юридичний факультет університету Сан-Паулу. Політичну кар'єру розпочав 1894 року, коли був обраний депутатом до законодавчої асамблеї Мінас-Жерайсу. Пізніше працював міністром внутрішніх справ штату. 1909 був обраний до Палати депутатів Бразилії, але невдовзі повернувся на пост міністра внутрішніх справ Мінас-Жерайсу. У 1914—1918 роках був губернатором рідного штату.
1918 року Морейра був обраний на пост віцепрезидента країни. 15 листопада вступив на посаду президента, оскільки обраний президент Родригес Алвес не зміг зробити цього у зв'язку з хворобою.
16 січня 1919 року Алвес помер. Відповідно до конституції в цій ситуації мали бути призначені нові вибори, що й було зроблено. Новим президентом було обрано Епітасіу Пессоа. Морейра ж залишався на посту віцепрезидента до самої своєї смерті 1 липня 1920 року.

## Пам'ять
На честь Морейри названо муніципалітет Делфін-Морейра в його рідному штаті.